# X Factor (seizoen 4)
Het vierde seizoen van het van oorsprong Britse televisietalentenjachtprogramma X Factor was in Nederland van januari tot en met juni 2011 op RTL 4 te zien. Dat seizoen vier er zou komen, werd al tijdens de finale van het derde seizoen bekendgemaakt. Het wordt wederom gepresenteerd door Wendy van Dijk en Martijn Krabbé. Ook bestaat de jury voor de derde keer uit Eric van Tijn, Stacey Rookhuizen, Angela Groothuizen en Gordon Heuckeroth. Dit is opmerkelijk, aangezien Heuckeroth aangaf na de zevende liveshow van seizoen drie niet meer met de drie overige juryleden te willen werken. Tijdens de achtste liveshow werd Heuckeroth eenmalig vervangen door Ruud de Wild. Heuckeroth kon niet aanwezig zijn door zijn verplichtingen als Topper. De presentatie van de backstageshow werd overgenomen door Lieke van Lexmond. Ook gaat Van Lexmond de "Pepsi Insider Show" online presenteren. In deze show die op woensdags op de officiële website werd uitgezonden bezoekt Van Lexmond de finalisten.
De competitie was wederom in verschillende rondes ingedeeld: audities, X Campus, Jury Visit en de Live shows. De audities vonden plaats in december en werd voor het eerst gehouden in de Heineken Music Hall. Gevolgd door de X Campus met vier verschillende categorieën: Jongens (jongens met de leeftijd 16 tot en met 25), Meiden (meiden met de leeftijd 16 tot en met 25), 26+ (solisten van 26 of ouder) en de groepen. Dit seizoen kende geen juryvisit. Er was echter een korte juryvisit tijdens de X Campus opgenomen wat echter onder de X Campus viel.
Dit was het eerste seizoen met een nieuw logo. In het eerdere logo was voornamelijk rood en oranje gebruikt, vanaf dit seizoen werd ook de kleur oranje vervangen door blauw. De Engelse variant werkt al enkele jaren met deze twee kleuren.
Op 10 juni 2011 won Rochelle Perts het vierde seizoen van X Factor. Perts won met 73% van de stemmen van Adlicious en won hiermee een platencontract bij Sony BMG en een Fiat 500. Perts mocht door haar winst haar eerste nummer, No Air uitbrengen.